# Ернст Ліндеманн
Ернст Лі́ндеманн (нім. Ernst Lindemann; 28 березня 1894, Альтенкірхен, Рейнланд — 27 травня 1941, Північна Атлантика) — німецький військово-морський офіцер, командир лінійного корабля «Бісмарк».

## Біографія
У 1913 році вступив в Імператорські військово-морські сили.
Учасник Першої світової війни. Після демобілізації армії залишений на флоті, служив артилерійським офіцером на лінійних кораблях «Ельзас» і «Шлезвіг-Гольштейн». У 1931—1934 роках викладач морської артилерійської школи, в 1936—1939 роках референт, потім начальник відділу навчальних закладів Верховного командування ВМС (ОКМ).
1 квітня 1938 року одержав звання капітана 1-го рангу.
З початком Другої світової війни в 1939 році призначений начальником морської артилерійської школи. З серпня 1940 командир лінійного корабля «Бісмарк» — одного з найсучасніших кораблів німецького ВМФ.
17 травня 1941 «Бісмарк», що був флагманом командувача флотом адмірала Гюнтера Лют'єнса, вийшов в море в супроводі важкого крейсера «Принц Ойген».
24 травня 1941 «Бісмарк» потопив лінійний крейсер «Худ» — після бою, що тривав менше ніж тридцять хвилин.

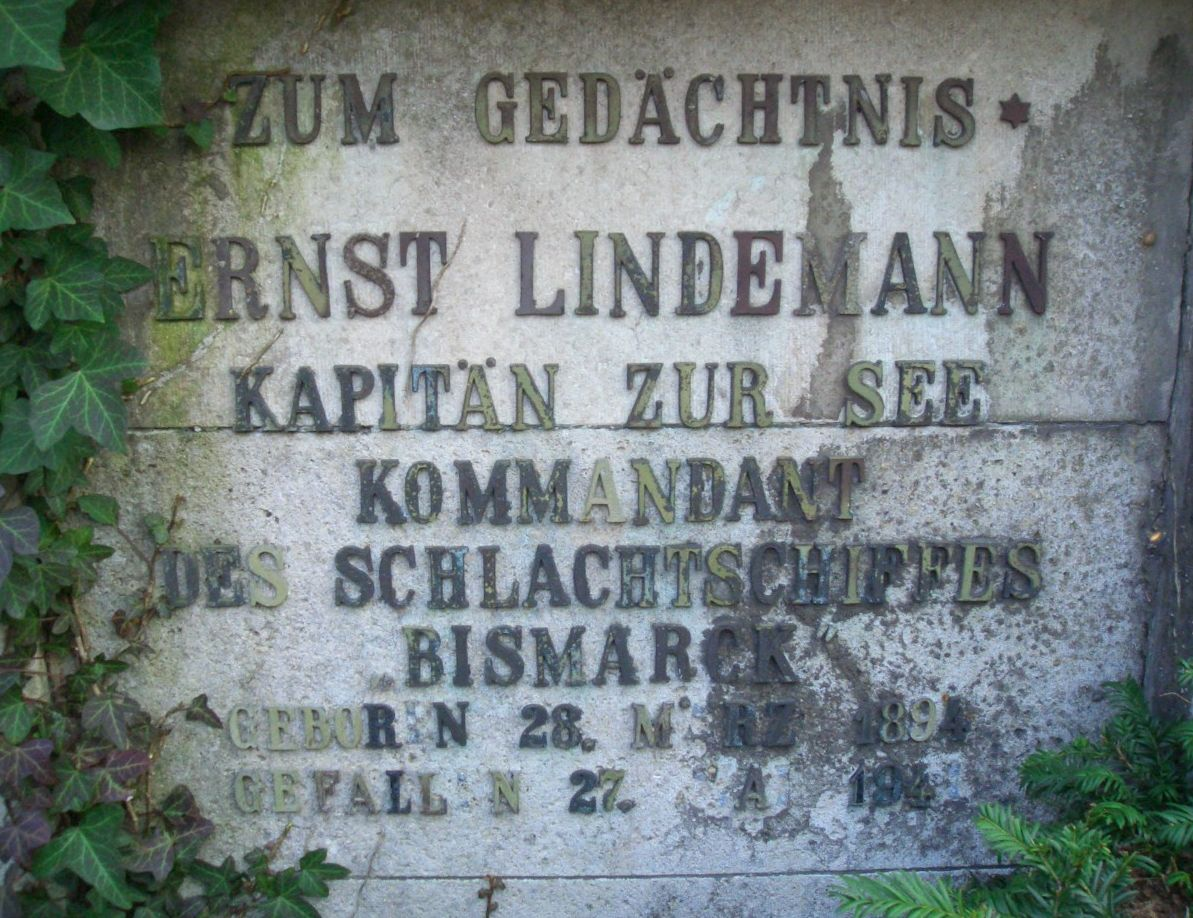
Пам'ятний напис на склепі родини Ліндеманнів на Далемському цвинтарі (Берлін)

27 травня англійські кораблі наздогнали і атакували «Бісмарк» — і розстріляли його. На «Бісмарку» загинув Ліндеманн, весь штаб флоту і майже вся команда (всього 2106 чоловік), врятувалося лише 115 осіб.

## Нагороди
- Залізний хрест 2-го класу
- Військовий Хрест Фрідріха-Августа (Ольденбург) 2-го класу
- Військова медаль (Османська імперія)
- Залізний хрест 1-го класу (27 вересня 1919)
- Почесний хрест ветерана війни з мечами (6 грудня 1934)
- Медаль «За вислугу років у Вермахті»
  - 2-го, 3-го і 4-го ступеня (18 років) — отримав в один день (2 жовтня 1936)
  - 1-го класу (25 років) (16 березня 1938)
- Білий хрест з синім якорем і жовтими смугами Хреста Морських заслуг (Іспанія) (6 червня 1939)
- Білий хрест ордена військових заслуг (Іспанія) (21 серпня 1939)
- Білий хрест з жовтими смугами ордена військових заслуг (Іспанія) (21 серпня 1939)
- Орден Меча (Швеція) (11 січня 1941)
- Хрест Воєнних заслуг 2-го класу з мечами (20 січня 1941)
- Застібка до Залізного хреста 2-го і 1-го класу
- Лицарський хрест Залізного хреста (27 грудня 1941) — нагороджений посмертно.
- Відзначений у Вермахтберіхт
  - «Як повідомили вчора, 26 травня „Бісмарк“ був пошкоджений торпедою. Згідно з останнім повідомленням від адмірала Лют'єнса, лінкор був атакований переважаючими силами ворога і затонув 27 травня з піднятим прапором, разом зі своїм командиром капітаном-цур-зеє Ліндеманном та його хороброю командою.» (28 травня 1941)
- Нагрудний знак флоту (1 квітня 1942) — нагороджений посмертно.